# Symmorphomyia katayamai
Symmorphomyia katayamai là một loài ruồi trong họ Tachinidae.